# Гнезновский сельсовет
Гнезновский сельсовет (бел. Гнезнаўскі сельсавет) — административная единица на территории Волковысского района Гродненской области Белоруссии. Административный центр — агрогородок Гнезно.
Расположен в юго-западной части от районного центра. На удалении 10 км от Волковыска, 100 км от Гродно, 10 км от ближайшей железнодорожной станции Волковыск.

## Состав
Гнезновский сельсовет включает 15 населённых пунктов:
- Андреевичи — деревня.
- Гнезно — агрогородок.
- Голынка — деревня.
- Костевичи — деревня.
- Куколки — деревня.
- Лесники — деревня.
- Мстибово — деревня.
- Огородники — деревня.
- Олекшицы — деревня.
- Родники — деревня.
- Тальковцы — деревня.
- Тимохи — деревня.
- Шустики — деревня.
- Яныши — деревня.
- Яриловка — деревня.

## История
Гнезновский сельский Совет образован в 1939 году.

## Демография
Естественное движение населения в 2006 году составило: родилось −12, умерло — 34, зарегистрировало брак — 2

## Промышленность и сельское хозяйство
Производственное предприятие, республиканское сельскохозяйственное унитарное предприятие «Гнезно». Общая численность работающих — 369 чел. Пашня составляет 5561 га, сельхозугодия 6487 га, общая площадь 7854 га.

## Социальная сфера
На территории сельсовета работают учреждения культуры:
- Сельский Дом культуры д. Гнезно,
- Сельские клубы: д. Мстибово, д. Шустики, д. Родники;
- Сельские библиотеки: д. Гнезно, д. Мстибово, д. Шустики, д. Родники
- Филиал музыкальной школы в деревне Гнезно.

Учреждения образования:
- Гнезновская средняя школа-сад на 446 мест
- Родниковская начальная школа на 30 мест

Учреждения здравоохранения на территории Гнезновского сельсовета:
- Гнезновская амбулатория
- Гнезновская больница сестринского ухода на 25 мест
- Фельдшерско-акушерские пункты д. Мстибово и д. Родники.

## Памятные места
В деревне Родники находится братская могила советских воинов, погибших в Великую Отечественную войну.

## Достопримечательности
- Католический храм Св. Иоанна Крестителя в д. Мстибово
- Католический храм Св. Михаила (1524) в аг. Гнезно
- Усадьба Тарасовичей (XIX век) в аг. Гнезно